# Širinci
Širinci falu Horvátországban, Bród-Szávamente megyében. Közigazgatásilag Okucsányhoz tartozik.

## Fekvése
Bródtól légvonalban 62, közúton 71 km-re északnyugatra, Pozsegától   légvonalban 33, közúton 45 km-re nyugatra, községközpontjától légvonalban 8, közúton 10 km-re északra, a Psunj-hegység lejtőin fekszik.

## Története
A település valószínűleg török kiűzése után a 18. század elején keletkezett, amikor részben Boszniából részben az ország más vidékeiről pravoszláv vlachok települtek ide be. Az első katonai felmérés térképén „Dorf Schirincze” néven található. Lipszky János 1808-ban Budán kiadott repertóriumában „Sirincze” néven szerepel. 
Nagy Lajos 1829-ben kiadott művében „Sirincze” néven 60 házzal, 316 ortodox vallású lakossal találjuk. A gradiskai határőrezredhez tartozott, majd a katonai közigazgatás megszüntetése után Pozsega vármegyéhez csatolták.
1857-ben 110, 1910-ben 193 lakosa volt. Az 1910-es népszámlálás szerint lakosságának 99%-a szerb anyanyelvű volt. Pozsega vármegye Újgradiskai járásának része volt. Az első világháború után 1918-ban az új szerb-horvát-szlovén állam, majd később (1929-ben) Jugoszlávia része lett.
1991-től a független Horvátországhoz tartozik. 1991-ben lakosságának 98%-a szerb nemzetiségű volt. A délszláv háború során a település már a háború elején szerb ellenőrzés alá került. 1995. május 2-án a „Bljesak-95” hadművelet második napján foglalta vissza a horvát hadsereg. A szerb lakosság legnagyobb része elmenekült. 2011-ben a településnek 2 lakosa volt.

## Lakossága
| Lakosság változása | Lakosság változása | Lakosság változása | Lakosság változása | Lakosság változása | Lakosság változása | Lakosság változása | Lakosság változása | Lakosság változása | Lakosság változása | Lakosság változása | Lakosság változása | Lakosság változása | Lakosság változása | Lakosság változása | Lakosság változása |
| ------------------ | ------------------ | ------------------ | ------------------ | ------------------ | ------------------ | ------------------ | ------------------ | ------------------ | ------------------ | ------------------ | ------------------ | ------------------ | ------------------ | ------------------ | ------------------ |
| 1857               | 1869               | 1880               | 1890               | 1900               | 1910               | 1921               | 1931               | 1948               | 1953               | 1961               | 1971               | 1981               | 1991               | 2001               | 2011               |
| 110                | 145                | 137                | 149                | 172                | 193                | 190                | 180                | 149                | 145                | 148                | 122                | 87                 | 54                 | 2                  | 2                  |

## Nevezetességei
Szent Márk evangélista tiszteletére szentelt pravoszláv temploma a 19. században épült. A délszláv háború idején semmisült meg úgy, hogy ma már a helye sem látható.